# ゴーリキー・パーク
『ゴーリキー・パーク』（原題: Gorky Park）は、1983年制作のアメリカ合衆国のサスペンス映画。
マーティン・クルーズ・スミス原作の同名ベストセラー小説の映画化。マイケル・アプテッド監督。ウィリアム・ハート主演。
当時のソ連を舞台に、タイトル通りモスクワのゴーリキイ公園で起きた殺人事件を発端とする異色のサスペンス映画である。
撮影はモスクワでの許可が下りず、フィンランドのヘルシンキとスウェーデンのストックホルムで行われた。
日本では劇場未公開で、1990年3月11日放送の『日曜洋画劇場』で「レッド・コップ/ゴーリキー・パーク殺人事件」のタイトルでテレビ放映された。

## あらすじ
大雪が降り積もったモスクワのゴーリキイ公園で、顔と指紋が切り取られた3体の射殺死体が発見される。
モスクワ市警察のアルカージー・レンコ大尉は捜査を始めるが、何故かKGBが介入してくる。
さらに、アメリカ人実業家やニューヨーク市警察の刑事までが絡んできて、事件は思わぬ方向へ進んでいく。

## キャスト
※括弧内は日本語吹き替え
- アルカージー・レンコ大尉 - ウィリアム・ハート（堀勝之祐）
- ジャック・オズボーン - リー・マーヴィン（小林清志）
- ウィリアム・カーウィル - ブライアン・デネヒー（石田太郎）
- イリーナ・アサノワ - ジョアンナ・パクラ（戸田恵子）
- イアムスコイ - イアン・バネン（大木民夫）
- パーシャ - マイケル・エルフィック
- アントン - リチャード・グリフィス
- プリブルーダ - リッキー・フルトン（加藤精三）
- 将軍 - アレクサンダー・ノックス
- ゴロドキン - アレクセイ・セイル
- アンドレーエフ - イアン・マクダーミド

吹替その他、坂口芳貞、増岡弘、城山堅、徳丸完、加藤正之、江原正士、山寺宏一、叶木翔子